# Amen (группа)
Amen  — американская метал-группа, основанная ветераном калифорнийской сцены Кейси Хаосом в Лос-Анджелесе в 1994 году. Стиль группы, попадающий в рамки ню-метала, можно охарактеризовать как смесь панк-рока, хардкор-панка и хеви-метала.

## Состав
- Пол Фиг — гитара
- Шэннон Ларкин — ударные
- Сонни Майо — гитара
- Джон «Тумор» Фанесток — бас-гитара

## Дискография
Студийные альбомы
- 1994 – Slave
- 1999 – Amen
- 2000 – We Have Come for Your Parents
- 2004 – Dead Before Musick

### Синглы
- 1999 – Coma America
- 2000 – The Price of Reality
- 2001 – Too Hard to Be Free
- 2001 – The Waiting 18
- 2004 – California's Bleeding

### Сборники
- 2003 – Join, or Die
- 2005 – Pisstory: A Catalogue of Accidents/A Lifetime of MistakesToo Hard to Be Free

### Концертные альбомы
- 2005 – Gun of a Preacher Man
- 2016 – Here's the Poison

### Видеоальбомы
- 2004 – Caught in the Act